# Université de l'Arctique
L'Université de l'Arctique (UArctic) est un réseau d'universités et d'instituts en lien avec l'Arctique. Elle a pour mission de promouvoir et de coordonner l’éducation ainsi que la recherche dans cette vaste région du monde. Ce projet a été initié par le Conseil de l’Arctique le 12 juin 2001.

## Membres
En 2023, UArctic comptait 185 organisations membres, dont 135 étaient des établissements d'enseignement supérieurs des pays de l'arctique : Canada (43), Danemark (13), Finlande (18), Islande (10), Norvège (17), Russie (55), Suède (7) et États-Unis (27). En outre, 50 membres ne sont pas affiliés  à des pays de l'arctique, comme par exemple l'université de Versailles Saint-Quentin-en-Yvelines en France.
En raison de la guerre russo-ukrainienne, la coopération avec la Russie a été interrompue en 2022. Dans ce contexte, Lars Kullerud a déclaré que la coopération était suspendue jusqu'à tant que la situation géopolitique permette la reprise des relations avec ce pays. La décision est depuis réexaminée par le Conseil de UArctic lors de ses réunions plénières.
Voir aussi: Liste des membres de l'Université de l'Arctique

## Histoire

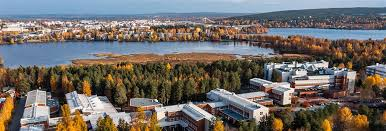
Secrétariat International de UArctic sur le campus de l'Université de Laponie à Rovaniemi en Finlande.

L'Université de l'Arctique a été inaugurée par le Conseil de l'Arctique le 12 juin 2001 à Rovaniemi, en Finlande. Cependant, l'initiative remonte à 1997, avec la demande du Conseil d'ébaucher une étude de faisabilité de l'implémentation d'un tel réseau à l'Association des universités circumpolaires (AUC). Rapidement, les premières étapes de la création de UArctic ont été mises en œuvre. Un bureau de coordination circumpolaire a par exemple été créé en 1999 à Rovaniemi, qui est devenu plus tard le Secrétariat international de UArctic. Les programmes universitaires de lUArctic ont également été développés durant cette période.
En 2002, Lars Kullerud a été nommé directeur de UArctic. Les premiers étudiants se sont inscrits au Bachelor d'études circumpolaires ou ont pu participer à un échange via le programme north2north. Cette année-là, le réseau a également obtenu le statut d'observateur officiel auprès du Conseil de l'Arctique.
Outre le Secrétariat international, plusieurs centres ont été établis au cours de la première décennie. En 2003, un centre a été ouvert à l'Université de la Saskatchewan, au Canada, pour coordonner le programme d'études circumpolaires. L'année suivante, un centre de mobilité north2north a été inauguré à l'Université de Tromsø en Norvège, tout comme en 2005 un centre de coordination des réseaux thématiques à l'Université d'Oulu en Finlande. La Russie a également accueilli des centres de UArctic en 2006 et 2008 (le Centre d'information russe UArctic à l'Université fédérale du Nord-Est de Iakoutsk et le centre de recherche UArctic à l'Université fédérale du Nord d'Arkhangelsk).
Le premier Forum des Recteurs s'est tenu en 2007 au Dartmouth College. En 2011, le Comité Scientifique International de l'Arctique (IASC), l'Association Internationale des Sciences Sociales en Arctique (IASSA) et UArctic ont signé un accord de coopération en matière de recherche en Arctique. Les premiers membres non-arctiques ont rejoint le réseau la même année. Des centres régionaux ont progressivement été créés, servant de plateformes pour la coordination des nouvelles adhésions dans différentes régions du monde (par exemple, l'Université de Versailles-Saint-Quentin-en-Yvelines en France est un centre régional pour l'Europe de l'Ouest). En 2014, l'organisation de UArctic a été réformée, désormais composée d'un président et de vice-présidents (VP Finances, VP Mobilité, VP Affaires autochtones, etc.). Lars Kullerud, ancien directeur de UArctic, fut nommé président. En 2016, Saint-Pétersbourg accueilla le premier congrès. Les congrès rassemblent toutes les instances de UArctic tout en étant des congrès scientifiques. L'année suivante, UArctic est devenue organisation partenaire de l'UNESCO. En 2019, l'UArctic s'est enregistrée comme association à but non lucratif en Finlande. Le réseau est désormais officiellement enregistré sous le nom d'UArctic Association ry.
La collaboration avec les institutions membres situées en Russie est suspendue depuis 2022 à la suite du déclenchement de la guerre russo-ukrainienne. Selon Kullerud : « Le Conseil d’administration de l’UArctic condamne tout acte de guerre. À la suite des opérations militaires russes en Ukraine, la collaboration entre UArctic et les institutions russes est suspendue jusqu’à ce que la situation le permette à nouveau. »
La dernière évolution a été la nomination des chaires UArctic en 2022. Les chaires sont réservées à des universitaires hautement qualifiés qui mettent en œuvre et pilotent des actions collaboratives entre les différents membres dans les domaines de la recherche et de l'éducation.

## Organisation
L'Université de l'Arctique est régie par une structure au sein de laquelle les institutions membres sont représentées par divers mécanismes. L'Université de l'Arctique est enregistrée comme association à but non lucratif en Finlande.

### Gouvernance

#### Assemblée

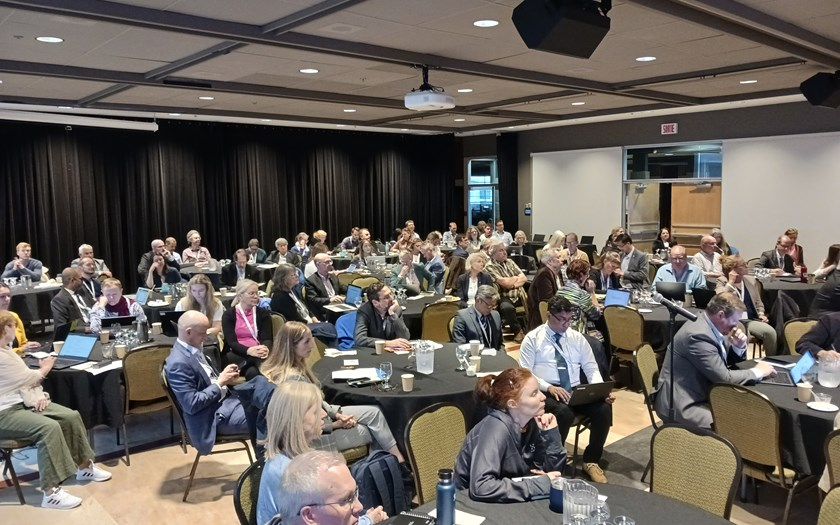
Assemblée de UArctic en 2023 à Québec au Canada

Les membres de UArctic se réunissent chaque année à l'occasion de l'Assemblée de UArctic. L'Assemblée est composée de tous les membres, représentés par un représentant et un suppléant. Lors des élections, les voix des membres arctiques comptent davantage que celles des membres non-arctiques. L'Assemblée est l'organe législatif le plus important de UArctic.
Une Assemblée extraordinaire peut être convoquée lorsqu'une question spécifique doit être traitée. De plus, le Comité exécutif de l'Assemblée (Toyon), peut prendre des décisions par intérim, qui doivent être confirmées par l'Assemblée ultérieurement. L'Assemblée peut former d'autres comités pour obtenir de l'aide, par exemple pour les processus de nomination ou d'adhésion. Tous les deux ans, l'Assemblée se tient pendant le Congrès de UArctic. Ce congrès réunit les différentes entités de l'Université de l'Arctique ainsi qu'un congrès scientifique.

#### Conseil d'administration

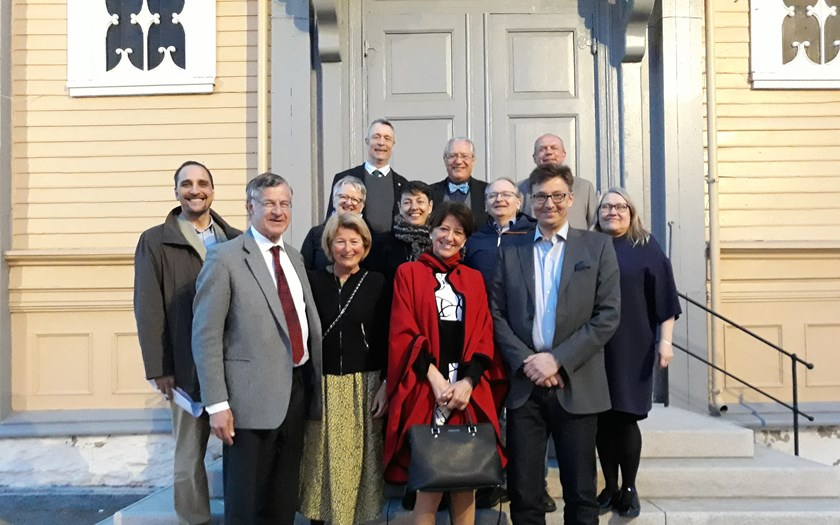
Réunion du Conseil d'administration de UArctic à Tromsø en Norvège, en avril 2019

L'Assemblée élit le Conseil d'administration de UArctic. Le Conseil d'administration est responsable de la définition des priorités de l'organisation, du personnel, des finances et de la budgétisation, ainsi que des relations publiques et externes. A l'instar de l'Assemblée, il dispose d'un comité exécutif qui prépare l'agenda et propose des ammendements lors des réunions du Conseil. Le comité exécutif peut prendre le cas échéant des décisions provisoires.

#### Autres organes sans responsabilités définies
Certaines réunions sont organisées sans aucune fonction de gouvernance, comme par exemple le Forum des recteurs, qui réunit les différents responsables des établissements membres.

### Administration
Le président, les vice-présidents, le secrétaire général et l'agent de communication (CCO) se réunissent régulièrement au sein du Comité de direction de UArctic (Ma-Mawi). Ils sont chargés d'assurer le fonctionnement quotidien du réseau et de superviser le personnel administratif. Néanmoins, le personnel de UArctic est directement recruté par les établissements membres pour le compte de l'UArctic. Par exemple, l'Université de Laponie héberge le Secrétariat international.

#### Président et vice-présidents

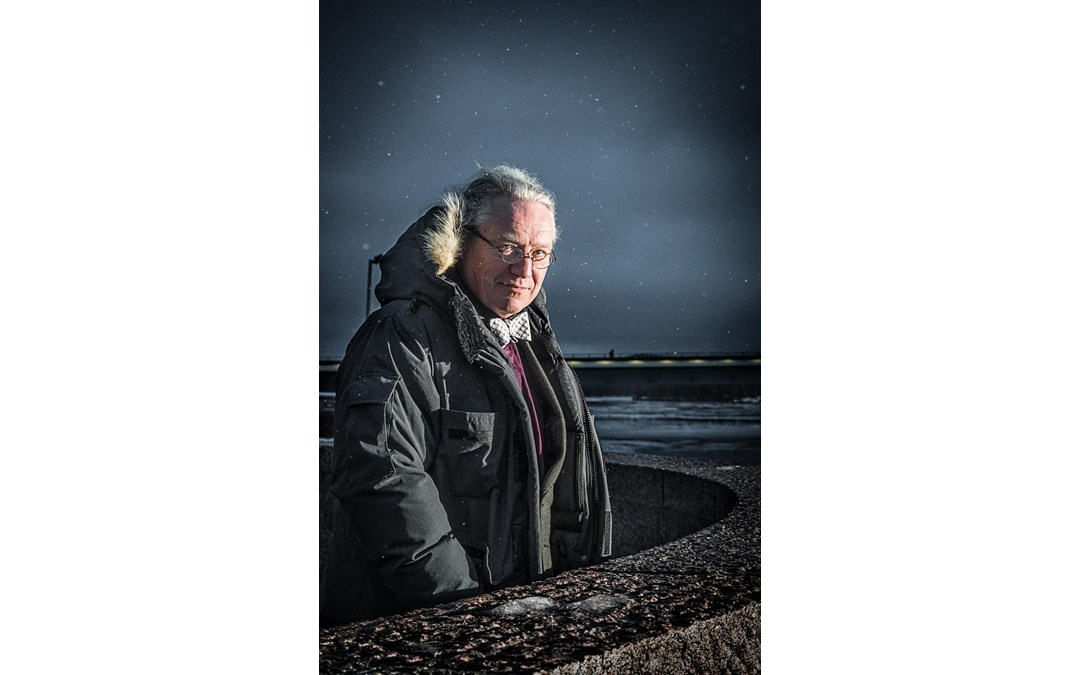
Lars Kullerud est l'actuel président du réseau UArctic.

Le Conseil d'administration nomme le président de l'UArctic pour un mandat de six ans. Le président est chargé de veiller au lancement et à la mise en œuvre des projets et activités approuvés par les autres jurisdictions dans les délais impartis. Il supervise la préparation du budget et l'élaboration d'un plan de mise en œuvre définissant des objectifs clairs pour le reste de l'administration.
Le président nomme les vice-présidents, qui sont affectés à une tâche particulière afin d'assister le président dans ce domaine. Ces vice-présidents peuvent être soutenus par une équipe.

#### Secrétariat international
Le Secrétariat international de l'UArctic, basé à Rovaniemi, en Finlande, est l'organe administratif clé du réseau. Le Conseil d'administration nomme un secrétaire général qui dirige cette administration en étroite collaboration avec le président. Le Secrétariat international organise les réunions de l'Assemblée et du Conseil d'administration, tient un registre des membres, gère la comptabilité et est responsable des plateformes de communication (maintenance du site web, communication sur les réseaux sociaux, magazine Shared Voices…).

#### Centres régionaux
L'Université de Versailles Saint-Quentin-en-Yvelines héberge un Centre régional de l'UArctic.
Un ou plusieurs établissements membres peuvent soutenir le réseau en créant un Centre régional de UArctic. Les centres régionaux ont pour vocation de faciliter l'engagement des membres en offrant une structure de dialogue régional. Ils sont ainsi en contact direct avec les autorités nationales ou régionales, ainsi qu'avec d'autres acteurs locaux. Actuellement, l'UArctic compte trois centres régionaux (à Luleå, Versailles et Aberdeen).

### Financement
Certains pays, dont le Canada, la Finlande et la Norvège, financent aussi UArctic et ses différents programmes, bien que le gouvernement fédéral canadien ait décidé en 2011 de réduire son financement de 75 %,. Une cotisation annuelle est également perçue auprès des organisations membres organisations membres non exonérées, allant de 750 € à 4 000 €; cette cotisation est calculée sur la base du budget propre à l'établissement membre. UArctic est également financée par des dons privés.

## Initiatives
- Bachelor en études circumpolaires, avec la possibilité d'en apprendre davantage sur le territoire, les peuples, la culture de l'Arctique, le développement du tourisme dans le Nord, les peuples autochtones de l'Arctique et la protection du climat[10].
- UArctic Atlas, un atlas en ligne en étroite coopération avec le PNUE/GRID-Arendal, un nœud du réseau de bases de données d'informations sur les ressources mondiales du Programme des Nations Unies pour l'environnement ( PNUE ). Le chef de projet de l'Atlas UArctic est Scott Forrest (2013). D’autres résultats seront également publiés dans UNEP/GRID-Arendal[11].
- North2North, programme d'échange pour étudiants des institutions membres[12]

## Liens Web
- page d'accueil

## Sources
1. ↑  (en-US) « Members », sur UArctic (consulté le 3 mars 2025)
2. 1 2  (en-US) « Shared Voices 2022 », sur UArctic - University of the Arctic (consulté le 3 mars 2025)
3. 1 2 3 4 5 6  (en-US) « History », sur UArctic - University of the Arctic (consulté le 3 avril 2025)
4. 1 2 3 4 5  Constitution de UArctic, Version anglaise traduite du finnois, 26 mai 2023
5. ↑  (en-US) « Regional Centres », sur UArctic - University of the Arctic (consulté le 3 avril 2025)
6. ↑  (en) « Kansainvälinen Arktinen yliopisto juhlii avajaisia 12. kesäkuuta »
7. ↑  « Feds cuts funding to UArctic »
8. ↑  (en-US) « Membership Fee », sur UArctic - University of the Arctic (consulté le 3 avril 2025)
9. ↑  « Giving UArctic - Give », sur giving.uarctic.org (consulté le 3 avril 2025)
10. ↑  (en-US) « Circumpolar Studies », sur UArctic - University of the Arctic (consulté le 3 mars 2025)
11. ↑  (en-US) « Welcome to the UArctic Atlas », sur News (consulté le 3 mars 2025)
12. ↑  (en) « North2north (N2N) - University of the Arctic | Instructions | Studies Service | University of Helsinki », sur studies.helsinki.fi (consulté le 3 mars 2025)

- VIAF
- ISNI
- IdRef
- LCCN
- GND
- Catalogne
- Norvège
- Tchéquie